# Brouwerij The Musketeers

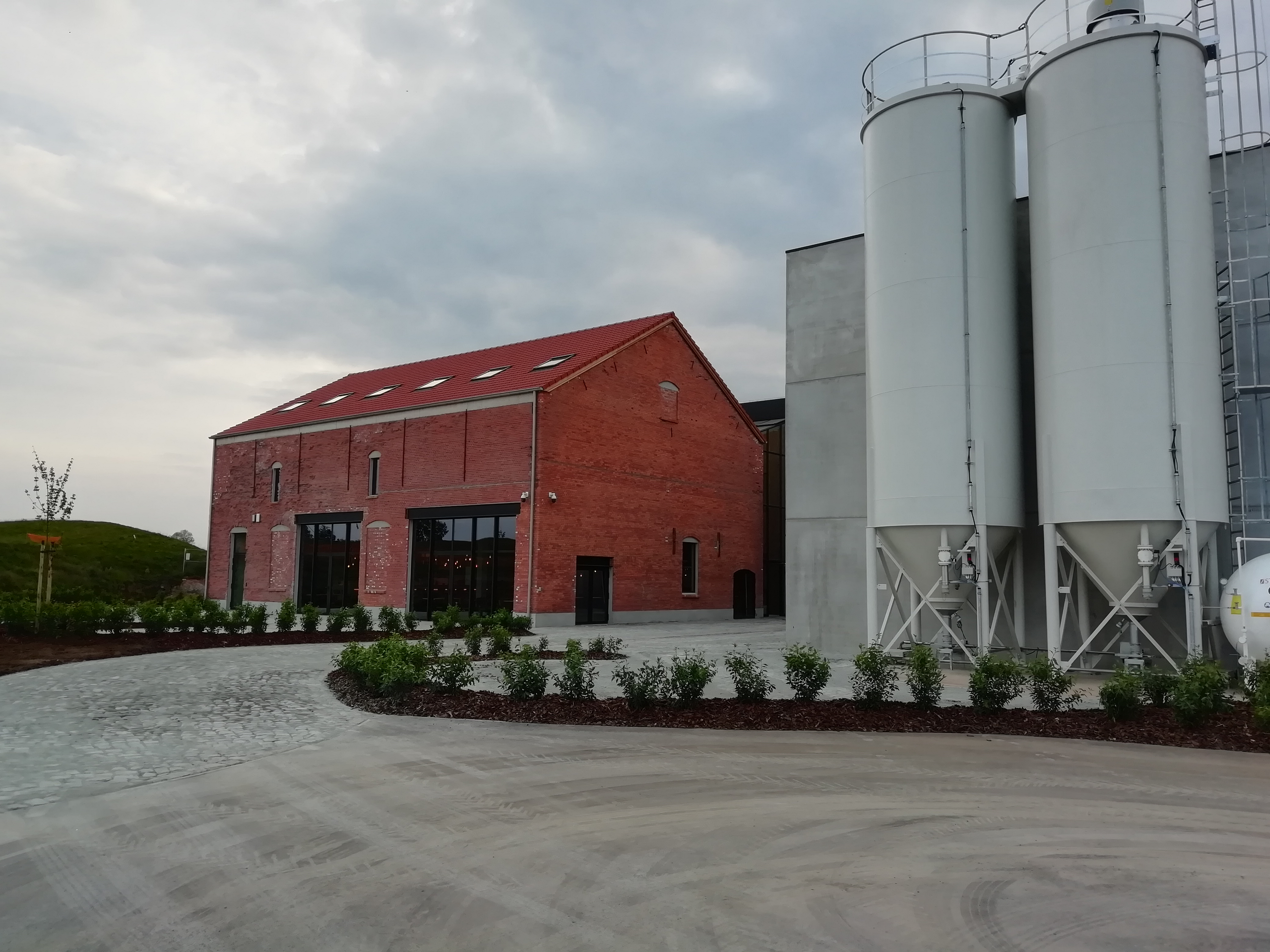
Brouwerij The Musketeers - Sint-Gillis-Waas

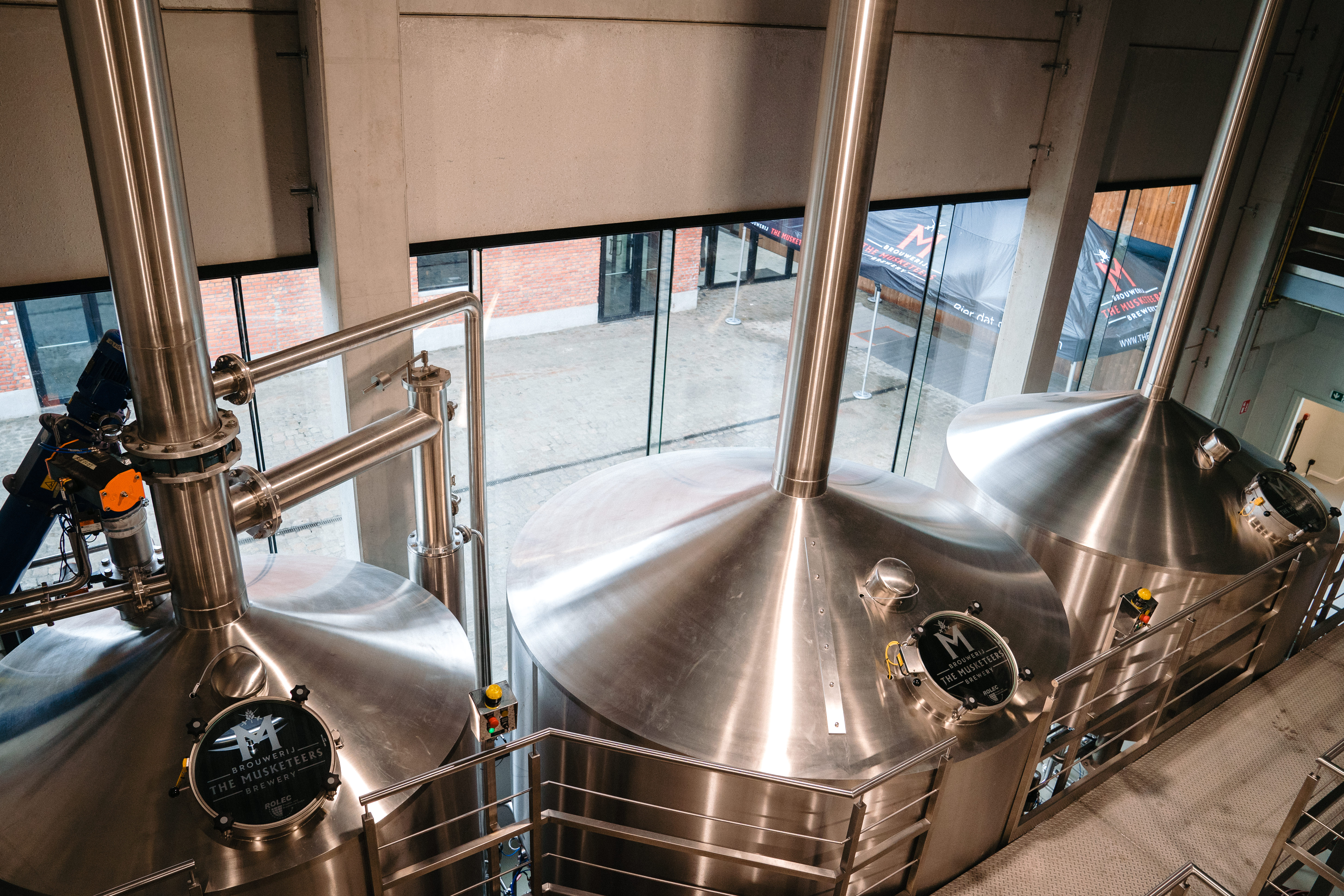
Brouwzaal Brouwerij The Musketeers

Brouwerij The Musketeers is een Belgische brouwerij gevestigd in Sint-Gillis-Waas.

## Geschiedenis
Brouwerij The Musketeers werd als bierfirma opgericht in 1999 door vier brouwingenieurs: Kristof De Roo, Rikkert Maertens, Stefaan Soetemans en Sven Suys. Bier brouwen was de hobby en passie van deze vier kameraden. Vandaag staan Stefaan Soetemans en Kristof De Roo nog steeds aan het roer van deze Belgische brouwerij.
De eerste Troubadourbieren werden op de Belgische markt gebracht. Eerst Troubadour Blond, daarna Troubadour Magma dat de "Consumententrofee" won op het Zythos Bierfestival in 2010. In 2017 breidde het gamma uit met de Belgian Legends-serie met onder meer Jack’s Precious IPA, verwijzend naar de legende van de populaire olifant uit de Gentse zoo. In 2018 gingen de brouwers voor een derde reeks: de Bucketlist-serie, een reeks craftbieren, beperkt in oplage.

## Nieuwe brouwerij in het Waasland
Op 8 mei 2019 werd de nieuwe brouwerij van Brouwerij The Musketeers officieel geopend. De brouwerij is gelegen op de voormalige steenbakkerssite in Sint-Gillis-Waas en combineert een brouwerijcafé in de gerestaureerde steenbakkerij met een hypermoderne brouwinstallatie. Een volautomatische afvulmachine vult en verwerkt vervolgens 6000 flessen per uur.

## Bieren

### Troubadour-serie
- Troubadour Blond - diepblond bier van 6,5 % alc. met hergisting op de fles.
- Troubadour Obscura - donker roodbruin bier van 8,2 % alc. met hergisting op de fles.
- Troubadour Magma - amberkleurig bier van hoge gisting van 9 % alc.
- Troubadour Imperial Stout - stout van 9 % alc.
- Troubadour Spéciale - spéciale belge van 5,7 % alc.
- Troubadour Westkust - black imperial IPA van 8,5 % alc.
- Troubadour Magma Oak (limited edition)
- Troubadour Magma Hop Twist (limited edition)
- Troubadour Magma Maris Otter (limited edition)
- Troubadour Zestra (laag alcoholisch 0,3%)

### Belgian Legends-serie
- Antigoon - Wheat IPA (sinds 2020), tarwebier-IPA met een alcoholpercentage van 6%
- Jack's Precious IPA - Indian Pale Ale van 5,9% alc.

### Bucket List-serie
- Run through a field of wheat - WIPA van 6 % alc. (limited edition)
- Crowdsurf in a rubber dinghy - Saison van 6,5 % alc. (limited edition)
- Ride a bull - Bock van 7,5 % alc. (limited edition)
- Cross the desert - Belgian Bitter Blond van 6,5 % alc. (limited edition)
- Party on a Jamaican beach - New England IPA met een alcoholpercentage van 5,5% (limited edition)
- See the Northern lights - Grand Cru met een alcoholpercentage van 10,5% (limited edition)

### Abbey-serie
- Boudelo Blond - blond bier van 5,8 % alc. met hergisting op de fles.
- Boudelo Tripel - blond bier van 7,8 % alc. met hergisting op de fles.
- Boudelo Grand Cru - koperblond bier van 8 % alc. met hergisting op de fles.